# قسم غوراني الريفي (مقاطعة دالاهو)
قسم غوراني الريفي (بالفارسية: دهستان گورانی) هي منطقة ريفية تقع في ناحية قهواره في إيران. يقدر عدد سكانها بـ 6,514 نسمة .